# Nikolina Štereva
Nikolina Pavlova Štereva (bolgarsko Николина Павлова Щерева), bolgarska atletinja, * 21. januar 1955, Sofija, Bolgarija.
Nastopila je na poletnih olimpijskih igrah v letih 1976 in 1980, leta 1976 je osvojila naslov olimpijske podprvakinje v teku na 800 m, ob tem je dosegla še sedmo mesto v isti disciplini in četrto v teku na 1500 m. Na evropskih dvoranskih prvenstvih je osvojila naslova prvakinje v letih 1976 in 1979 ter bronasto medaljo v teku na 800 m.